# Acered
Acered – gmina w Hiszpanii, w prowincji Saragossa, w Aragonii, o powierzchni 30,4 km². W 2011 roku gmina liczyła 243 mieszkańców.